# Newton by Malpas
Newton by Malpas is een civil parish in het bestuurlijke gebied Cheshire West and Chester, in het Engelse graafschap Cheshire met 11 inwoners.